# عن معنى الحياة
عن معنى الحياة (بالإنجليزية: On the Meaning of Life)‏ ‏ كتاب للفيلسوف والمؤرخ الأمريكي ويل ديورانت، نُشر لأول مرة عام 1932. يتناول الكتاب السؤال الوجودي: "ما هو معنى الحياة والهدف منها؟" ، يستعرض فيه المؤلف أجوبة متنوعة لمئة شخصية بارزة في زمنه من فلاسفة وأدباء وفنانين ورجال دين وغيرهم، كان قد راسلهم يسألهم عن معنى الحياة بالنسبة لهم. يتميز الكتاب بدمجه للتأملات الفلسفية مع التجربة الإنسانية.

## نبذة عن الكتاب

### خلفية
في خريف عام 1930، كان المؤلف ويل ديورانت يكنس أوراق الشجر المتساقطة قرب منزله في نيويورك وحينها اقترب منه شخص غريب. قال هذا الشخص لديورانت بأنه يائس وينوي الانتحار وإنهاء حياته، إلا إذا استطاع الفيلسوف ديورانت إقناعه بوجود سبب منطقي للاستمرار في هذه الحياة. عرض عليه ديورانت مجموعة من الأدلة وحاول إقناعه من خلالها؛ لكن الرجل لم يتفاعل معها ورحل. ولم يعرف ديورانت بعد هذا مصير ذلك الرجل، لكن هذا اللقاء وهذه الحادثة لم تفارق ذهن ديورانت وظل يفكر فيها دائمًا.

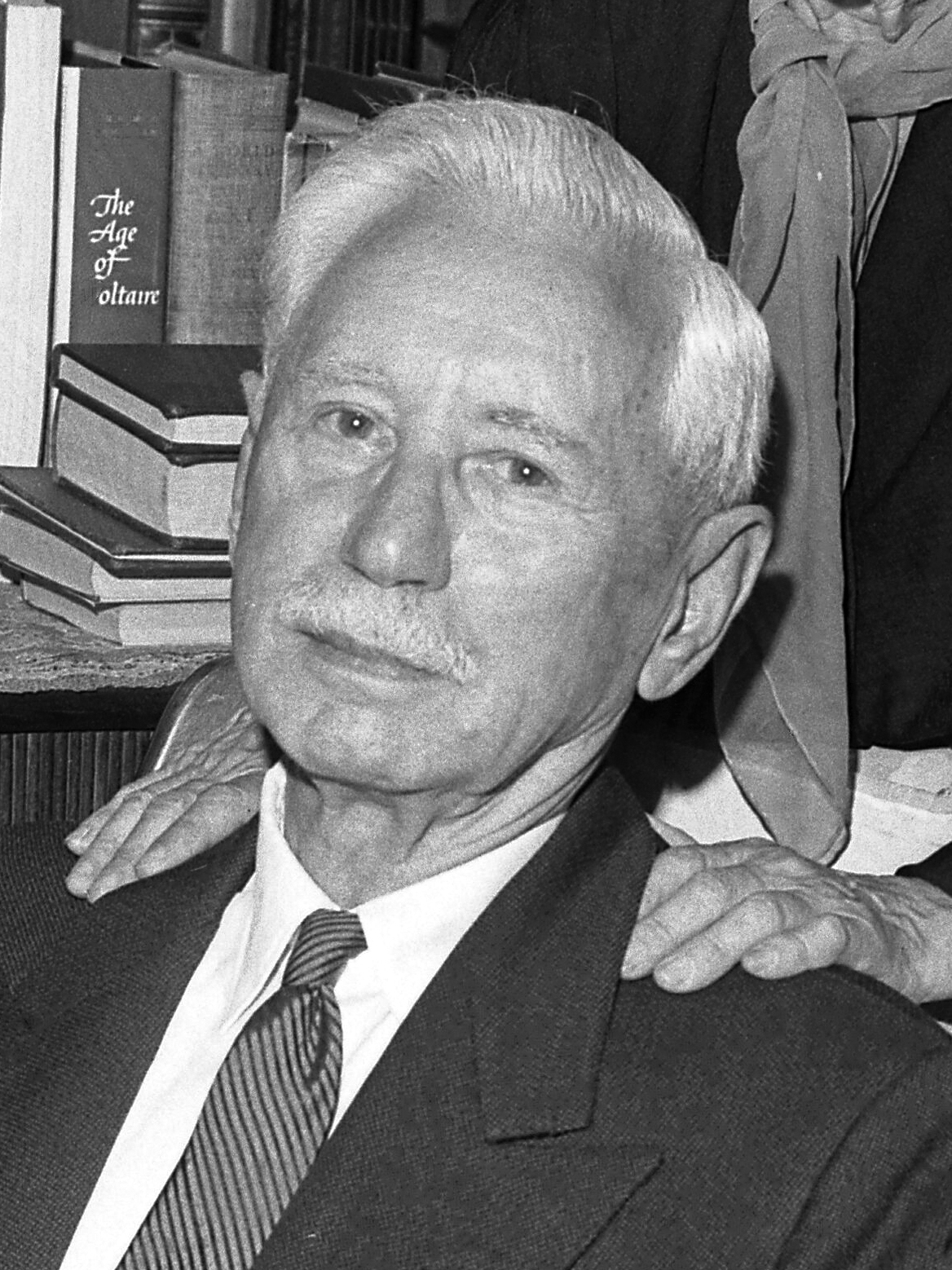
ويل ديورانت، مؤلف الكتاب.

بعد ذلك وفي صيف العام التالي (1931) أرسل ديورانت رسالة موحّدة إلى مجموعة من المشاهير والمفكرين المعاصرين له، يدعوهم فيها إلى الجواب عن ما اعتبره أعظم سؤال في تاريخ البشرية : "ما الذي يجعل الحياة جديرة بالعيش؟" أو "ما هو معنى الحياة؟". لقد تطورت فكرة الرسالة وفقراتها بعد أن رأى ديورانت انتشار ظاهرة الانتحار والتي أسماها (وباء الانتحار)، وكذلك بسبب مراجعة الكثير من الأشخاص الحائرين الذين كانوا يلجؤون إليه شخصيًا طلبًا للمساعدة بهذا الخصوص.

### محتوى الرسالة
بدأت رسالة ديورانت بالعبارة التالية:
"هل يمكن أن توقف عملك لحظة وتدخل معي في محادثة فلسفية؟ أود أن أطرح عليك سؤالًا يبدو أن جيلنا يفكر فيه أكثر من الأجيال السابقة ولكنه غير قادر على الإجابة عليه – ما هو هدف أو قيمة الحياة البشرية؟"
ثم يواصل ذاكرًا السبب الذي دعاه لطرح السؤال:
"لقد كان هذا السؤال نظريًا محور اهتمام العديد من المفكرين على مر العصور، بدءًا من إخناتون ولاوتسي وصولًا إلى برجسون وشبينغلر. وكانت النتيجة نوعًا من المأزق الفكري: إذ يبدو أن تطور الفكر قد زلزل قيمة وأهمية الحياة وأفقدها معناها."
وأضاف ديورانت بنظرة متشائمة متحدثًا عن تأثير العلوم والتقدم على الإنسان المعاصر:
"أخبرتنا علوم الفلك بأن الحياة البشرية على الأرض هي مجرد لحظة فقط في مسار الكون. وأخبرتنا الجيولوجيا أن الحضارة ليست سوى فترة غير مستقرة بين عصور الجليد؛ وأخبرتنا البيولوجيا أن الحياة برمتها هي عبارة عن صراع دائم: صراع من أجل البقاء بين الأفراد والمجموعات والأمم والتحالفات والأنواع. وأخبرنا المؤرخون أن (التقدم) هو نوع من الوهم، مجده سينتهي في انهيار حتمي..."
ثم يختتم رسالته طالبًا من تلك الشخصيات أن يشاركوه رؤيتهم:
"أرجو أن تتفضل علي بلحظات من وقتك لتخبرني ما معنى الحياة بالنسبة لك؟ ما الذي يحفزك للاستمرار فيها؟ وما مدى العون الذي يقدمه لك الدين إن كان هناك عون أصلًا؟، ما هي مصادر إلهامك وطاقة عملك؟ ما هو الهدف أو القوة التي تدفعك؟ أين تجد عزائك وسعادتك؟ وفي الختام أين تكمن ثروتك الحقيقية؟. أجبني بإيجاز إذا كان لابد من الإيجاز؛ وأجبني بالتفصيل إذا كان يمكنك ذلك؛ فإن كل كلمة تصدر منك فهي ثمينة بالنسبة لي."

## نماذج من الأجوبة
استجاب لديورانت وردّ عليه ما يقرب من مئة شخصية مرموقة، بعضهم حاصلون على جائزة نوبل ورؤساء جامعات ومختصون في علم النفس وأدباء وشعراء وأساتذة جامعات وعلماء في مختلف المجالات وفنانون ورياضيون، بالإضافة إلى مفكرين عالميين كالمهاتما غاندي وبيرتراند راسل وسنكلير لويس.
وهذه نماذج من بعض الأجوبة التي تعكس رؤية هذه الشخصيات حول معنى الحياة وقيمتها بالنسبة لكل واحد منهم:
- أدولف أوكس [الإنجليزية]: "إنني ورثت صحة جيدة ومبادئ أخلاقية سليمة؛ وجدت المتعة في العمل الذي أقوم به وفي أدائه بضمير حي؛ وجدت السعادة والرضا في كوني مفيدًا لوالديّ وللآخرين، هذا هو الذي جعل حياتي ذات قيمة، ووجدت فيه البهجة والغبطة. الحياة اليهودية في منزلي وديني أعطتني دفعة روحية وشعورًا بالمسؤولية تجاه ذاتي الأفضل التي أعتقد أنها الله بداخلي، الغامض وغير القابل للتفسير. هذا يجعلني أؤمن بأنني أكثر من مجرد كائن حي، وأن هذه الحياة لا يمكن أن تكون نهاية طبيعتنا الروحية."[7]
- المهاتما غاندي : "هذه إجابات على أسئلتك:

1 - الحياة بالنسبة لي حقيقة واقعية، لأنني أؤمن بأنها شرارة إلهية.
2 - الدين - ليس بمعناه التقليدي بل بأوسع معانيه - يساعدني في اكتشاف الجوهر الإلهي. هذا الاكتشاف غير ممكن من دون التطور الكامل للإحساس الأخلاقي. لذا فالدين والأخلاق بالنسبة لي مصطلحان مترادفان.

3 - السعي نحو الإدراك وتحقيق الذات هو ما يبقيني مستمرًا.

4 - هذا السعي هو مصدر الإلهام والطاقة التي أمتلكها.

5 - الهدف قد ذكرته سابقًا.

6 - أجد عزائي وسلوتي وسعادتي في خدمة كل ما هو حي، لأن الجوهر الإلهي هو المجموع الكلي لكل الحياة.

7 - كنزي يكمن في خوض المعركة ضد جميع قوى الظلام والشر."
- بيرتراند راسل: كان جوابه هزليًا ومختصرًا - "يؤسفني أن أقول بأنني مشغول جدًا في الوقت الحالي لدرجة أنني مقتنع بأن الحياة لا تحمل أي معنى على الإطلاق...

لا أرى أننا نستطيع الحكم بناءً على نتائج اكتشاف الحقيقة، لأن الحقيقة لم تُكتشف حتى الآن."
- هنري لويس منكن: "أنت تسألني عن الرضا الذي تمنحني إياه الحياة ولماذا أستمر في العمل. أستمر في العمل لنفس السبب الذي يجعل الدجاجة تستمر في وضع البيض. هناك في كل كائن حي دافع غامض وقوي نحو ممارسة النشاط. الحياة تتطلب منا أن نعيشها. الخمول مؤلم وخطير للكائن الصحيح؛ في الواقع يكاد يكون مستحيلاً ما لم يكن علاجًا للتعافي بين فترات النشاط. فقط المحتضرون يمكنهم أن يكونوا خاملين فعلًا ... حدث أنني ولدت ولدي اهتمام قوي ونهم بالأفكار، وبالتالي أحب اللعب بها. كما أنني وُلدت مع قدرة أكبر من المعدل المتوسط على التعبير عنها بالكلمات؛ وبالتالي أنا كاتب ومحرر، بمعنى أنني تاجر بها ومركب لها. هناك القليل من الإرادة الواعية في كل هذا. ما أفعله قد حدته لي الأقدار الغامضة، وليس باختياري ... لم أكتب وأنشر لإرضاء الآخرين بل لإرضاء نفسي، تمامًا كما تعطي البقرة الحليب، لا لتربح المزارع بل لتشبع نفسها. أحب أن أتخيل بأن معظم أفكاري كانت أفكارًا صحيحة، لكنني لا أهتم لذلك كثيرًا. يمكن للعالم أن يأخذها أو يتركها؛ فقد استمتعت حقًا في عملية ابتكارها ... كنت سعيدًا جدًا مع والدتي وأختي، وأنا سعيد تمامًا مع زوجتي. معظم الرجال الذين أتفاعل معهم عادة هم أصدقاء قدامى جدًا. لقد عرفت بعضهم لأكثر من ثلاثين عامًا. نادرًا ما أتواصل بشكل كبير مع شخص عرفته لأقل من عشر سنوات. هؤلاء الأصدقاء القدامى يبهجونني. ألتفت إليهم عندما ينتهي العمل بحماس دائم. لدينا نفس الاهتمامات، ونرى العالم بطريقة متشابهة. معظمهم مهتمون بالموسيقى مثلي. لقد منحتني الموسيقى كثيرًا من المتعة في هذه الحياة أكثر من أي شيء آخر. أحبها أكثر كلما تقدمت السنوات. أما بالنسبة للدين، فأنا خالٍ تمامًا منه. لم أختبر أبدًا في حياتي البالغة أي شيء يمكن اعتباره دافعًا دينيًا. كان والدي وجدي ملحدين قبلي ... لا أؤمن بالخلود، وليس لدي رغبة فيه. الإيمان بالخلود ينبع من الأنا الطفولية لرجال متخلفين ... ما هو معنى الحياة البشرية؟ لا أعلم: أميل للاعتقاد بأنها ليس لها معنى. كل ما أعرفه هو أنها - بالنسبة لي على الأقل - ممتعة للغاية ما دامت مستمرة. حتى مشاكلها يمكن أن تكون مسلية في الحقيقة. علاوة على ذلك، فإن الحياة تعزز فينا الصفات الإنسانية التي أُعجب بها كثيرًا مثل الشجاعة ونظائرها ... عندما أموت، سأكون راضيًا عن التلاشي والاختفاء في العدم. لا مسرحية مهما كانت جيدة يمكن أن تبقى جيدة إلى الأبد."[10]
- جورج برنارد شو: أجاب عن السؤال عن معنى الحياة قائلًا: "بحق الشيطان كيف لي أن أعرف؟ وهل لهذا السؤال نفسه أي معنى أصلًا؟"[11]
- جواب السجين رقم 79206 : من الأجوبة الملفتة النظر جواب أرسله سجين محكوم عليه بالسجن المؤبد يسمّى أوين سي ميدلتون، ارتأى ناشر الكتاب مراسلته ومعرفة رأيه حول معنى الحياة:[2]

قدم هذا السجين في جوابه رؤية فلسفية حول معنى الحياة من داخل السجن، متجاوزًا ظروفه القاسية ليصل إلى استنتاجات عميقة حول الوجود: ذكر بأن معنى الحياة يعتمد على قدرة الإنسان على التعلم من الحقائق العظيمة التي تكشفها له حياته، أي أن قيمتها تتحدد بمقدار ما يسعى الإنسان لجعلها ذات قيمة. وأن الحياة تستمد قيمتها من الفلسفة الشخصية؛ فحتى من خلف أسوار السجن، يمكن للحياة أن تكون ممتعة وذات مغزى، طالما كان للمرء فلسفة قوية وإيمان بها. رفض هذا السجين فكرة أن اكتشاف الحقيقة كان أسوأ خطأ في التاريخ البشري، وذكر بأن الحقيقة في ذاتها لا يمكن وصفها بأنها جميلة ولا قبيحة، بل هي مجرد حقيقة؛ هي مجرد انعكاس للواقع، حالها في ذلك مثل حال الأرقام في الحسابات التجارية، عندما نربح أو نخسر لا يمكن أن نذم أو نمدح الأرقام، لأنها في نفسها ليست جيدة أو سيئة، وكذلك حقيقة الحياة. ثم تطرق إلى السعادة وذكر بأنها لا ترتبط بالماديات ولا بالمكان الجغرافي ولا الثروة ..الخ، بل هي حالة ذهنية داخلية يمكن تحقيقها في أي حالة، حتى بين أسوار السجن. أشار أيضًا إلى أن الحياة تتقدم دائمًا ولا تعود للوراء وهي تشبه النهر الذي يتدفق دائمًا نحو الأمام، وأن الإنسان محكوم بالسير نحو المستقبل والتقدم المستمر لأنه جزء من هذا الكون.
انتقد فكرة أن الحياة بلا معنى واعتبرها غير منطقية وقال حتى الأذكياء الذين قالوا بأن الحياة بلا معنى استمروا فيها وعاشوا وأنجزوا، مما يشير إلى أنهم في أعماقهم لا يؤمنون حقًا بعبثية الحياة، المنتحرون فقط هم الذين اعتبروا الحياة بلا معنى.
عارض الهجوم على التقدم الصناعي وذكر بأن الآلات والتكنولوجيا ليست علامة على انحدار البشرية وانحطاطها، بل دليل على تطورها. أبدى آمالًا في التطور المستمر للبشرية نحو مستقبل غير معلوم؛ معتبرًا أن البشرية ستستمر في استكشاف الفضاء والسعي نحو آفاق جديدة، تمامًا كما انتقلت من البحر إلى اليابسة في ماضيها السحيق. في الختام قال بأن القيمة الحقيقية للحياة تكمن في أداء الفرد لدوره فيها، وأنه لا يهتم بالمصير النهائي للإنسانية بقدر ما يهتم بكيفية أدائه لدوره فيها، معتبرًا أن هذا هو ما يعطي للحياة قيمتها، وأن السجن لا يمكنه حرمانه من دوره في الحياة؛ فرغم كونه مسجونًا يؤمن بأن لا شيء - لا المرض ولا السجن ولا الأزمات - يمكن أن تسلبه مكانه الطبيعي في تيار الحياة المستمر، فعليه أن يقوم بواجبه ويقول كلمته ويرحل، وهذا هو مصدر إلهامه ومواصلته رحلة الحياة.

## فصول الكتاب وأهم أفكاره
الكتاب نشرته دار نشر راي لونغ وريتشارد سميث عام 1932 واشتملت النسخة المطبوعة من الكتاب على 116 صفحة، بما في ذلك مقدمة قصيرة.
القسم الأكبر من الكتاب كان للردود الواردة من الشخصيات التي راسلها وقد صنّف ديورانت تلك الردود في هيكل الكتاب وفقًا للمجموعات التالية:
- رجال الأدب
- الممثلون والفنانون والعلماء والمعلمون
- رجال الدين
- النساء
- جواب السجين المحكوم عليه بالمؤبد
- المشككون.[13]

كما خصص الفصل الأخير لجوابه الخاص عن سؤال معنى الحياة.
الكتاب يحتوي على مجموعة من الأفكار التي تتعلق بمعنى الحياة وقيمتها منها: السؤال عن وجود المعنى نفسه؟ وهل للحياة هدف من الأساس؟ وكذا يبرز موضوع القلق والشك الذي تتسبب به المعرفة والتقدم العلمي حينما يقودان إلى الشك واليأس حول الهدف من الحياة. وكذا أهمية العلاقات الإنسانية وخاصة في إطار الأسرة والمجتمع، حيث أنها تمنح الحياة معنى وعمقًا. وكذا اعتبر العمل في بعض الأجوبة كمصدر للمعنى، والتأكيد على التأمل في الطبيعة وما تثيره من إلهام، بالإضافة إلى الإيمان والدين عندما يمنحان الفرد شعورًا بالراحة والاطمئنان. ذكر الكتاب أيضًا كيف أن التفكير في الماضي والقلق بشأن المستقبل يمكن أن يؤثر سلبًا على استجابة الإنسان لمعنى الحياة، ويوصي بقبول الحياة كما هي. ويتحدث الكتاب عن التحولات في القيم والمفاهيم الثقافية وكيف أن المجتمعات الحديثة تعاني من فقدان المعاني التقليدية للحياة.

## أنظر أيضًا
- معنى الحياة
- بحث الإنسان عن المعنى
- إيكيغاي